# Rio Jequitaí
O rio Jequitaí é um curso de água localizado no centro-norte do estado de Minas Gerais, Brasil. É afluente do rio São Francisco, nascendo na serra do Espinhaço, dentro do Parque Nacional das Sempre-Vivas. Possui quedas d'água, sendo mais conhecida a cachoeira do Tombador. A vegetação ao seu redor é de cerrado e de campos rupestres, que divide espaço com as antigas fazendas de gado de corte. Suas águas abastecem os pequenos municípios do entorno, e o principal deles é o município que leva o mesmo nome do rio, Jequitaí.
É um rio mencionado na literatura que consagra a região do centro-norte de Minas Gerais. No romance Grande Sertão: Veredas e na novela Dão-Lalalão do escritor mineiro Guimarães Rosa é anunciado como lugar de passagem, de travessia de personagens e mesmo ponto de referência.
Hoje, com o desmatamento causado pelo plantio de eucalipto e pinho para a produção de carvão, algumas de suas nascentes estão desaparecendo, o que tem diminuído a vazão do rio. É ameaçado também pela poluição e por projetos de construção de barragens que não levam em conta análises de impacto ambiental. Ainda assim, possui qualidade de água razoável, e tem, como núcleo de pesquisa e defesa da saúde do rio, o Comitê da Bacia Hidrográfica dos rios Jequitaí e Pacuí – UPGRH SF6.
Em 2015 secou totalmente, pela primeira vez que se tenha notícia.